# Gustavo Penadés Etchebarne
Gustavo Penadés Etchebarne (Montevideo, 7 d'octubre de 1965) és un polític uruguaià pertanyent al Partit Nacional. Actualment, és senador de la República pel sector herrerisme i director de l'Honorable Directorio del partit.
Penadés va començar a militar al Partit Nacional el 1982, dintre del sector herrerista, al costat del futur president de l'Uruguai, Luis Alberto Lacalle. El 1990 va ser elegit edil departamental per Montevideo fins al 1994, quan va sortir elegit diputat nacional per Montevideo per la llista herrerista. El 1999 va ser reelegit diputat per Montevideo i el 2001 va assumir com a president de la Cambra de Representants. El 2004 va ser elegit senador de la República, assumint-ne el 15 de febrer de 2005. En l'actualitat, Penadés continúa exercint el seu càrrec. A més a més, des del 2000 també és membre del directori del Partit Nacional.